# ويس فاريل
ويس فاريل (بالإنجليزية: Wes Farrell)‏ هو موسيقي ومنتج أسطوانات وكاتب أغاني أمريكي، ولد في 21 ديسمبر 1939 في نيويورك في الولايات المتحدة، وتوفي في 29 فبراير 1996 في Coconut Grove ‏ في الولايات المتحدة بسبب سرطان.

## وصلات خارجية
- ويس فاريل على موقع IMDb (الإنجليزية)
- ويس فاريل على موقع ميوزك برينز (الإنجليزية)
- ويس فاريل على موقع أول موفي (الإنجليزية)
- ويس فاريل على موقع قاعدة بيانات الأفلام السويدية (السويدية)
- ويس فاريل على موقع أول ميوزيك (الإنجليزية)
- ويس فاريل على موقع ديسكوغز (الإنجليزية)